# Carl Schroeter (Botaniker)

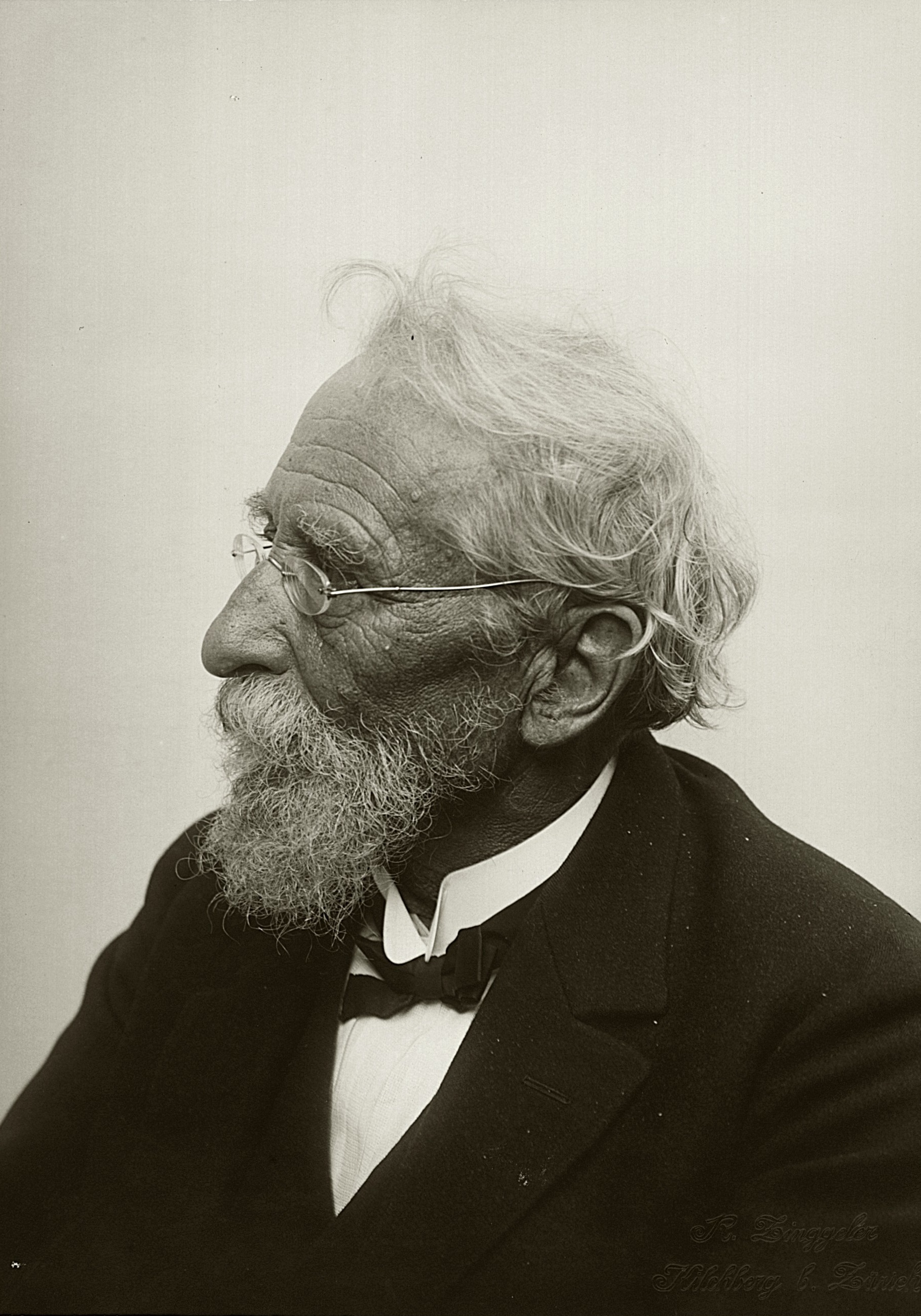
Carl Schroeter

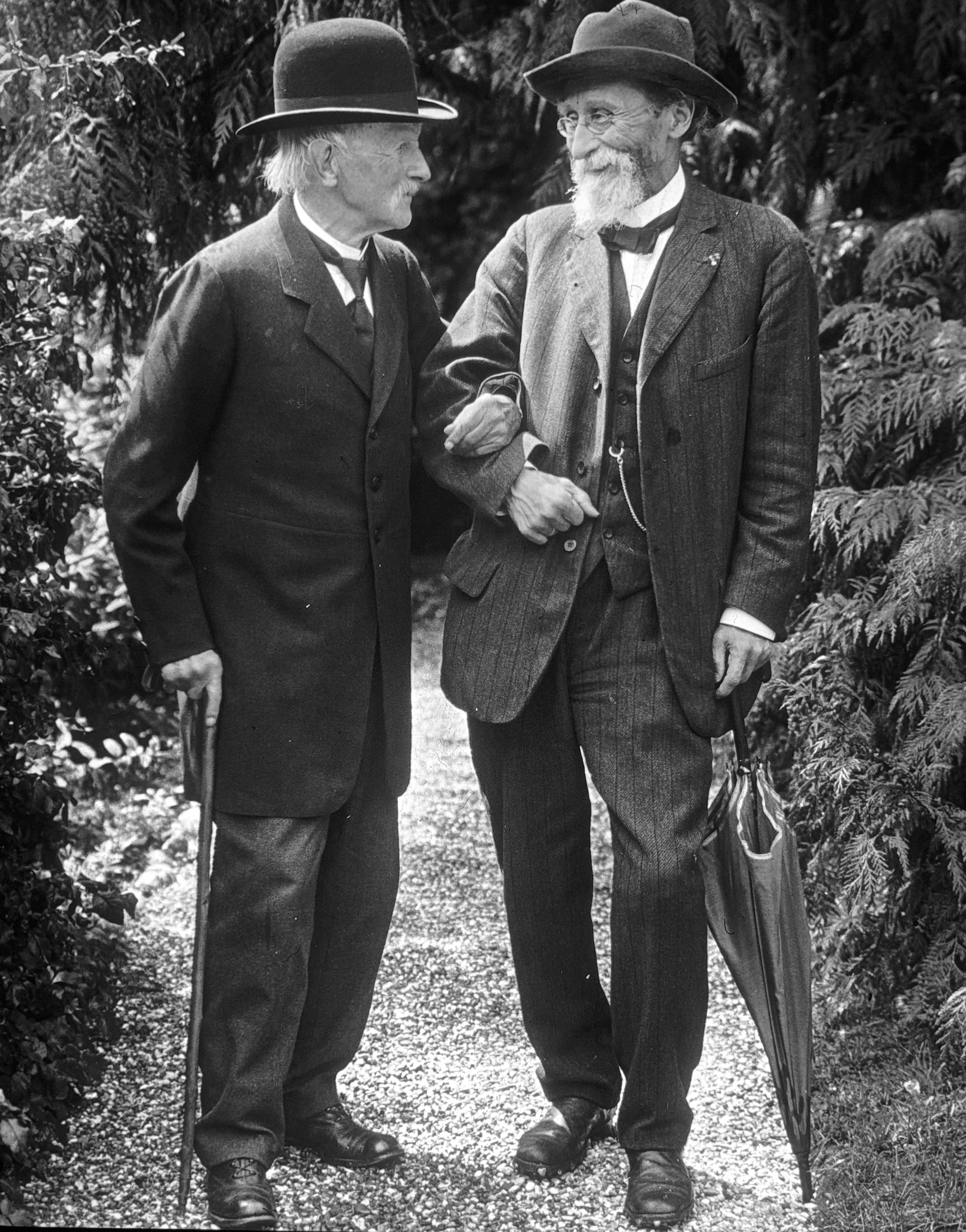
Schroeter (rechts) mit Johann Wilhelm Coaz

Carl Joseph Schroeter, auch Karl Joseph Schroeter (* 19. Dezember 1855 in Esslingen am Neckar; † 7. Februar 1939 in Zürich) war ein deutscher und Schweizer Botaniker, Universitätsprofessor und Pionier des Natur- und Landschaftsschutzes sowie einer der Begründer der Geobotanik. Sein offizielles botanisches Autorenkürzel lautet „Schröt.“

## Leben
Schroeter, der in Württemberg aufwuchs und in Stuttgart die Schule besuchte, kam schon in jungen Jahren mit seiner Familie nach (Zürich)-Fluntern. Sein Vater Moriz Julius war Professor am Polytechnikum in Zürich und verstarb bereits 1867. Zusammen mit seiner Mutter und seinen Geschwistern bekam Carl Schroeter 1868 die schweizerischen Bürgerrechte in Fluntern.
Carl Schroeter studierte ab 1874 Naturwissenschaften an der ETH Zürich und war dort unter anderem Schüler von August Wilhelm Eichler (Systematik), Carl Cramer (Botanik), Johann Jakob Früh (Geographie), Oswald Heer (Paläontologie) sowie Albert Heim (Geologie der Alpen). Er erwarb 1876 mit einer Arbeit über „Die Gymnospermen an sich und mit Rücksicht auf ihre verwandtschaftlichen Beziehungen zu Angiospermen und Kryptogamen“ das Diplom eines Fachlehrers für Naturwissenschaften. Nach der Habilitation 1878 im Fach Botanik arbeitete er zunächst als Mitarbeiter von Karl Cramer und wurde 1883 zum Professor für Botanik an der ETH Zürich ernannt.
Schroeter gilt als einer der Begründer der ökologischen Geobotanik. Sein Hauptarbeitsgebiet war die Alpenbotanik, über die er sein Hauptwerk Das Pflanzenleben der Alpen schrieb, das in zwei Auflagen 1908 bzw. 1926 erschienen ist und in dem er vor allem standortsökologische und biozönologische Phänomene (Die Alpenblumen und ihre Bestäuber) beschrieb. Zudem beschäftigte sich Schroeter in seinen Vorlesungen und Veröffentlichungen mit Problemen der Land- und Forstwirtschaft. Bedeutsam für die Alpen-Landwirtschaft war seine enge wissenschaftliche Zusammenarbeit mit Friedrich Gottlieb Stebler auf dem Gebiet des Futterpflanzenbaus. Schroeter beteiligte sich an der ersten systematischen naturwissenschaftlichen Erforschung des Bodensees, zu der er zwei Beiträge in den Bodensee-Forschungen beisteuerte. Graf Eberhard von Zeppelin und der Verein für Geschichte des Bodensees und seiner Umgebung hatten dieses Unternehmen angeregt; es wurde von 1886 an von den fünf Uferstaaten parallel zur ersten exakten Vermessung des Sees durchgeführt.
Mehrere seiner Schüler wurden später selbst berühmte Botaniker, unter anderen Heinrich Brockmann-Jerosch, Marie Brockmann-Jerosch, Albert Frey-Wyssling, Walo Koch und Eduard Rübel. Josias Braun-Blanquet, der sich autodidaktisch in die Alpenbotanik einarbeitete, hatte früh Kontakt mit Carl Schroeter, der seine Arbeit stark beeinflusste.
1902 führte Schroeter die Begriffe Autökologie und Synökologie in die Wissenschaft ein.
Zahlreiche Forschungsreisen führten ihn nicht nur in fast alle europäischen Landschaften, sondern auch auf die Kanaren (1908) sowie nach Nord- und Südafrika (1910). In den Jahren 1888–1889 unternahm Schroeter eine Forschungsreise, die ihn über die USA nach Hawaii, das Japanische und Chinesische Kaiserreich, Singapur, Niederländisch-Indien und Ceylon führte, deren Vegetation er eingehend studierte und über die er in zahlreichen Vorträgen und Veröffentlichungen berichtete. Carl Emanuel Burckhardt studierte bei Schroeter, wechselte jedoch zur Geologie.
Bis ins hohe Alter war er eng mit dem Naturschutz verbunden und dabei in mehreren Kommissionen vertreten. So war er ab 1906 Mitglied der Schweizerischen Naturschutzkommission unter Paul Sarasin und von 1919 bis 1924 Präsident der Zürcher Naturschutzkommission. Zusammen mit Johann Coaz setzte er sich um 1906 nachdrücklich für die Gründung des Nationalparks Val S-charl (Graubünden) ein. Sein Buch über die Moore der Schweiz (zusammen mit J. J. Früh) beschäftigt sich unter anderem auch mit dem praktischen Naturschutz in Mooren.
Als einer der ersten Hochschullehrer seiner Zeit setzte er sich für die Popularisierung der Wissenschaft ein. So hatte er wesentlichen Anteil an der Gründung und Entwicklung der Volkshochschule Zürich und wurde 1920 deren erster Präsident.
Seine Tochter Anna heiratete 1912 Ernst Howald.

## Mitgliedschaften
Schroeter war Mitglied und korrespondierendes Mitglied einer Reihe von wissenschaftlichen Gesellschaften weltweit.
- Membre associe der Soc. Royale de Botanique de Belgique
- Ehrenmitglied Schweizer Bund für Naturschutz
- Auswärtiges Mitglied Societas Scientiarum Fennica Helsingfors
- Korrespondierendes Mitglied der Botanical Soc. of America
- Korrespondierendes Mitglied Nederlandsche Botanische Vereeniging
- Mitglied der Royal Irish Academy
- Mitglied der Deutschen Akademie der Naturforscher Leopoldina
- Ordentliches Mitglied Societas Scientiarium Upsaliensis
- Utländsk Göteborgs Kungl. Vetenskaps och Vitterheds Samhälle
- Mitglied Societas Linnaeana Londonensis
- Ehrenmitglied Botanical Soc. of Edinburgh
- Membre associ. Soc. Botanique de Pologne
- Ehrenmitglied Naturf. Ges. zu Basel
- Ehrenmitglied Societas pro Fauna et Flora Fennica
- Ehrenmitglied British Ecological Soc.
- Ehrenmitglied Deutsche Botanische Ges
- Mitglied Math.-Naturw.Klasse der Norske Videnskaps-Akademi i Oslo

## Ehrungen

### Ehrendoktorate
- Ehrendoktor der Mathemat. u. Phys. Fakultät der Universität Amsterdam
- Doctor der Landwirtschaft e.h der Landwirtschaftlichen Hochschule Bonn-Poppelsdorf
- Ehrendoktor der Universität Genf
- Dr. phil. h. c. der Universität Bern
- Dr.oec. publ. h. c. der Ludwig-Maximilians-Universität München
- Ehrendoktor der University of Cambridge

### Dedikationen
Nach ihm benannt ist die Pflanzengattung Neoschroetera Briq. aus der Familie der Jochblattgewächse (Zygophyllaceae) und die Moosgattung Schroeterella Herzog.
Gottfried Huber-Pestalozzi benannte die Algenart Actinastrum schroeteri nach Schroeter.

## Schriften (Auswahl)
- 1889 – Die besten Futterpflanzen. Abbildungen und Beschreibungen nebst Angaben über Kultur, landwirtschaftlichen Wert, Samen-Gewinnung, -Verunreinigungen, -Verfälschungen etc.; mit Friedrich Gottlieb Stebler
- 1894 – Samen-Haare von Gossypium hirsutum
- Das St. Antönierthal im Prättigau in seinen wirtschaftlichen und pflanzengeographischen Verhältnissen. Orell Füssli, Zürich 1895 (e-rara)
- 1896 – Die Vegetation des Bodensees (= Bodensee-Forschungen, 9. Abschnitt, Teil 1); mit Otto Kirchner
- 1898 – Führer durch die Quaianlagen in Zürich; mit A. Usteri
- 1902 – Die Vegetation des Bodensees, enthaltend die Characeen, Moose und Gefäßpflanzen (= Bodensee-Forschungen, 9. Abschnitt, Teil 2) (darin Prägung der Begriffe Autökologie und Synökologie)
- 1904 – Die Moore der Schweiz; mit Johann Jakob Früh
- 1904 – Botanische Exkursionen im Bedretto-, Formazza- und Bosco-Tal
- 1906 – Lebensgeschichte der Blütenpflanzen Mitteleuropas; mit Oskar von Kirchner und Ernst Loew
- 1908 – Das Pflanzenleben der Alpen – Eine Schilderung der Hochgebirgsflora; 1. Aufl.
- 1910 – Phytogeographische Nomenklatur; Charles Flahault
- 1912 – Vom Mittelmeer zum Nordrand der Sahara : eine botanische Frühlingsfahrt nach Algerien; mit Martin Rikli
- 1916 – Programme für geobotanische Arbeiten; mit Eduard Rübel und Heinrich Brockmann-Jerosch
- 1918 – Über die Flora des Nationalparkgebietes im Unterengadin
- 1923 – Pflanzengeographischer Exkursionsführer für eine botanische Exkursion durch die Schweizer-Alpen : Zürich-Pilatus-Domleschg-Nationalpark-Berninagebiet-Puschlav-Tessin-Wallis -Berner Oberland; mit Eduard Rübel
- 1926 – Das Pflanzenleben der Alpen – Eine Schilderung der Hochgebirgsflora; 2. Aufl. mit Marie und Heinrich Brockmann-Jerosch, August Günthart und Gottfried Huber-Pestalozzi
- 1932 – Kleiner Führer durch die Pflanzenwelt der Alpen
- 1932 – Eine Exkursion ins Chichibugebirge Japans (1898)
- 1936 – Flora des Südens, d. h. „Insubriens“, des suedlichen Tessins und Graubündens und des Gebietes der oberitalienischen Seen (Langensee bis und mit Gardasee)